# Лэндон, Кастилл
Кастилл Лэндон (англ. Castille Landon, род. 2 октября 1991, Брейдентон, Флорида, США) — американская актриса и кинорежиссёр, известная по фильмам «После. Глава 3» и «После. Глава 4» и частично «После. Навсегда»

## Карьера
Лэндон начинала свою карьеру в кино как актриса. Её можно было увидеть в сериалах «Мыслить как преступник» и «Скажи мне, что любишь меня». Первым полнометражным фильмом, в котором Лэндон приняла участие, стал «Рабочие выплаты». Также, она играла в таких картинах, как «Оторвы», «Среди воров», «Половое воспитание», «X+Y» и «Земля Леопольда».
Первым режиссерским проектом Кастилл стал короткометражный фильм «Проведите пальцем вправо». В 2016 году вышел её первый полный метр — «Альбион: Заколдованный жеребец» (в российском прокате «Бесконечная история. Альбион»). Сняв следующий свой семейный фильм — «Зеница ока» — девушка решила переключиться на другой жанр: триллер. «Девушка, которая боялась дождя» вышла на мировые экраны 12 февраля 2021 года. Одну из главных ролей в картине исполнила Кэтрин Хейгл.
В сентябре 2020 года в СМИ было объявлено, что Лэндон назначена режиссером третьей и четвёртой частей франшизы «После», основанной на романах-бестселлерах Анны Тодд. Оба фильма вышли в прокат в России: «После. Глава 3» — в начале сентября 2021 года, «После. Глава 4» — в 2022 году. И частично ею снятые в 2020 году материалы были использованы при создании фильма «После. Навсегда». После. Навсегда вышел в России 14 сентября 2023 года.

## Фильмография
| Год  |   | Русское название               | Оригинальное название          | Роль                         |
| ---- | - | ------------------------------ | ------------------------------ | ---------------------------- |
| 2016 | ф | Бесконечная история. Альбион   | Albion: The Enchanted Stallion | режиссёр, сценарист, актриса |
| 2016 | ф | Зеница ока                     | Apple of My Eye                | режиссёр, сценарист          |
| 2020 | ф | Девушка, которая боялась дождя | Fear of Rain                   | режиссёр, сценарист          |
| 2021 | ф | После. Глава 3                 | After We Fell                  | режиссёр                     |
| 2022 | ф | После. Глава 4                 | After Ever Happy               | режиссёр                     |
| 2023 | ф | После. Навсегда                | After Everything               | один из режиссёров           |